# Manu militari
Manu militari è una locuzione in lingua latina che significa: "Con l'impiego delle forze militari."
L'espressione va inquadrata storicamente nel linguaggio del diritto, dove viene tuttora utilizzata per indicare l'uso della forza armata e/o il ricorso alla coercizione.
È diffusa anche nel gergo comune e politico, dove viene di norma utilizzata in modo estensivo ed enfatico per stigmatizzare situazioni poste in essere mediante forme di coazione o abuso. Per estensione può significare "in maniera violenta, forzatamente".